# Твинбрук (станция метро)
Твинбрук (англ. Twinbrook) — открытая наземная станция Вашингтонгского метро на Красной линии. Станция представлена одной островной платформой. Станция обслуживается Washington Metropolitan Area Transit Authority. Расположена в городе Роквилл  восточнее пересечения Роквилл-Пайк и Хэлпайн-роад, округ Монтгомери штата Мэриленд.
Пассажиропоток — 1.738 млн. (на 2006 год).
Станция была открыта 15 декабря 1984 года.
Открытие станции было совмещено с открытием ж/д линии длиной 11 км и ещё 3 станций: Уайт-Флинт, Роквилл и Шейди-Гроув.